# Natalija Wadimowna Ryndina
Natalija Wadimowna Ryndina (russisch Наталия Вадимовна Рындина; * 21. Februar 1936 in Moskau; † 10. Oktober 2022 ebenda) war eine sowjetisch-russische Prähistorikerin, Metallkundlerin und Hochschullehrerin.

## Leben
Ryndina war die Tochter des Bühnenbildners Wadim Ryndin und ältere Schwester der Kunstgeschichtlerin Anna Ryndina.
Ryndina begann ihr Studium 1953 an der Lomonossow-Universität Moskau (MGU) in der Historischen Fakultät (IstFak) bei Artemi Arzichowski am Lehrstuhl für Archäologie. Zum Abschluss des Studiums 1958 mit Auszeichnung verteidigte sie mit Erfolg ihre bei Boris Koltschin angefertigte Diplom-Arbeit über die Werke der Nowgoroder Goldschmiede im 10.–15. Jahrhundert, die 1963 veröffentlicht wurde. Sie blieb als Restaurator-Laborantin  am Lehrstuhl für Archäologie und studierte gleichzeitig am Lehrstuhl für Metallkunde des Moskauer Instituts für Stahl und Legierungen.
Ab 1955 gehörte Ryndina als Ausgrabungsleiterin zur Archäologischen Nowgorod-Expedition. 1967 verteidigte sie erfolgreich ihre Dissertation über die antike Metallverarbeitung in Osteuropa für die  Promotion zur Kandidatin der historischen Wissenschaften.
Ryndina leitete die Verwaltung der Metallografie-Laboratorien am Lehrstuhl für Archäologie der  IstFak der MGU und schuf eine einzigartige Sammlung von Buntmetall-Gefüge-Normalen. Sie leitete viele Jahre lang die Archäologische Tripolje-Expedition. 1990 wurde sie Mitglied der internationalen Assoziation für Geschichte der antiken Metallurgie am British Museum. Sie verteidigte 1993 ihre Doktor-Dissertation über die Anfänge und die Entwicklung der Metallverarbeitung in der Jungsteinzeit und Kupfersteinzeit in Südosteuropa mit Erfolg für die Promotion zur Doktorin der historischen Wissenschaften.
Ryndina hielt Vorlesungen am Lehrstuhl für Archäologie der IstFak der MGU über Grundlagen der Archäologie, Archäologie der Kupfersteinzeit und Bronzezeit und die Geschichte der antiken Metallverarbeitung. 1995 wurde sie zur Professorin ernannt.